# Fort Fredensborg

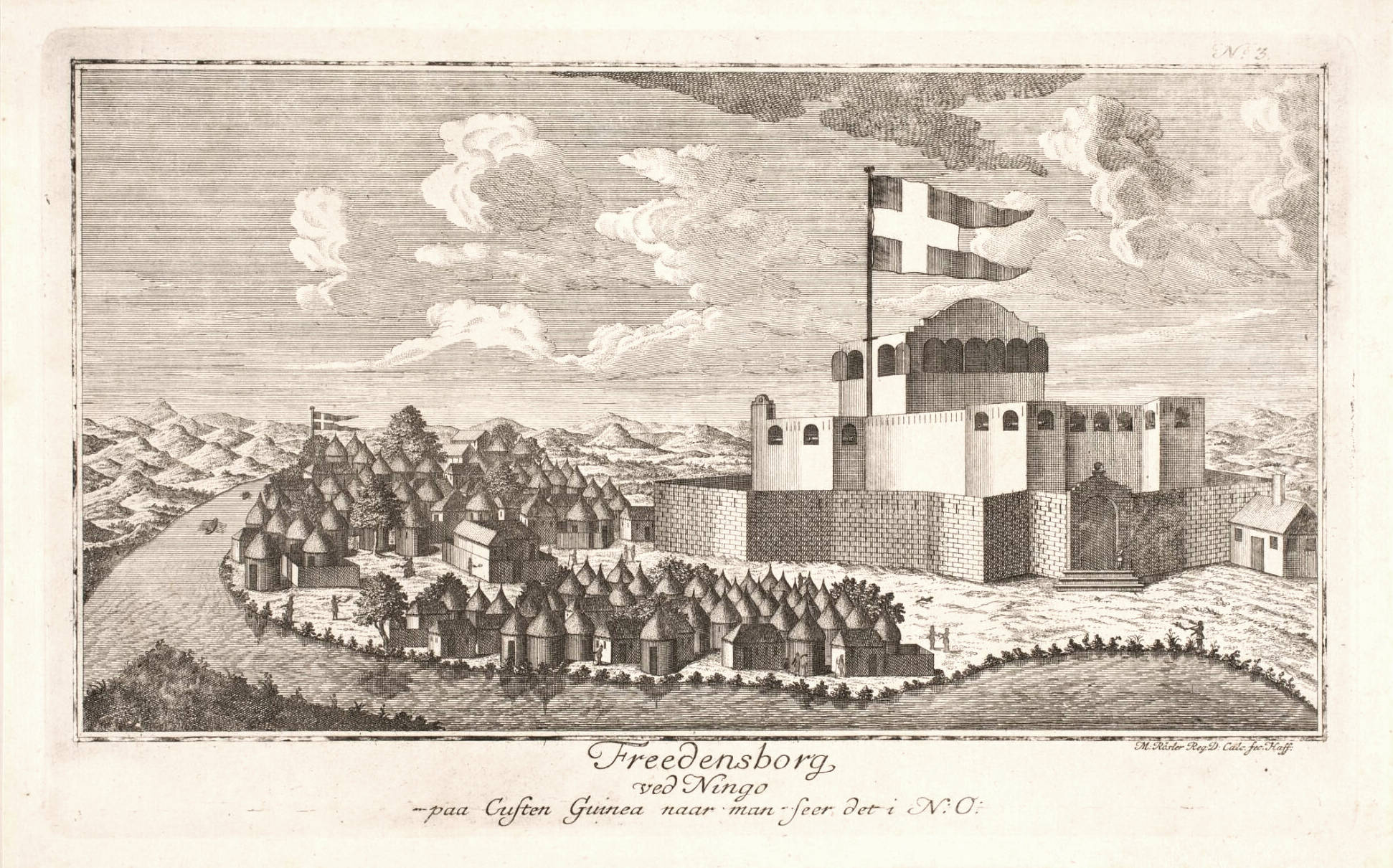
Fort Fredensborg um 1760

Fort Fredensborg ist eine ehemalige dänische Festungsanlage an der Küste Ghanas, die 1734 in Old Ningo in der Greater Accra Region errichtet wurde. Die Festung liegt am Golf von Guinea und gehörte zu den dänischen Besitzungen an der Goldküste, die als Dänisch-Guinea bekannt waren.

## Geschichte und Funktion
Fort Fredensborg diente ursprünglich als Stützpunkt für den transatlantischen Sklavenhandel. Nach der Abschaffung des Sklavenhandels verlor die Festung rasch an Bedeutung. Bereits 1835 war nur noch ein einziger Mann dort stationiert, um die dänische Flagge zu hissen. Am 8. März 1850 wurde Fort Fredensborg zusammen mit anderen dänischen Besitzungen an die Briten übergeben, befand sich zu diesem Zeitpunkt aber bereits in einem ruinösen Zustand.

## Erhaltungszustand und Bedeutung

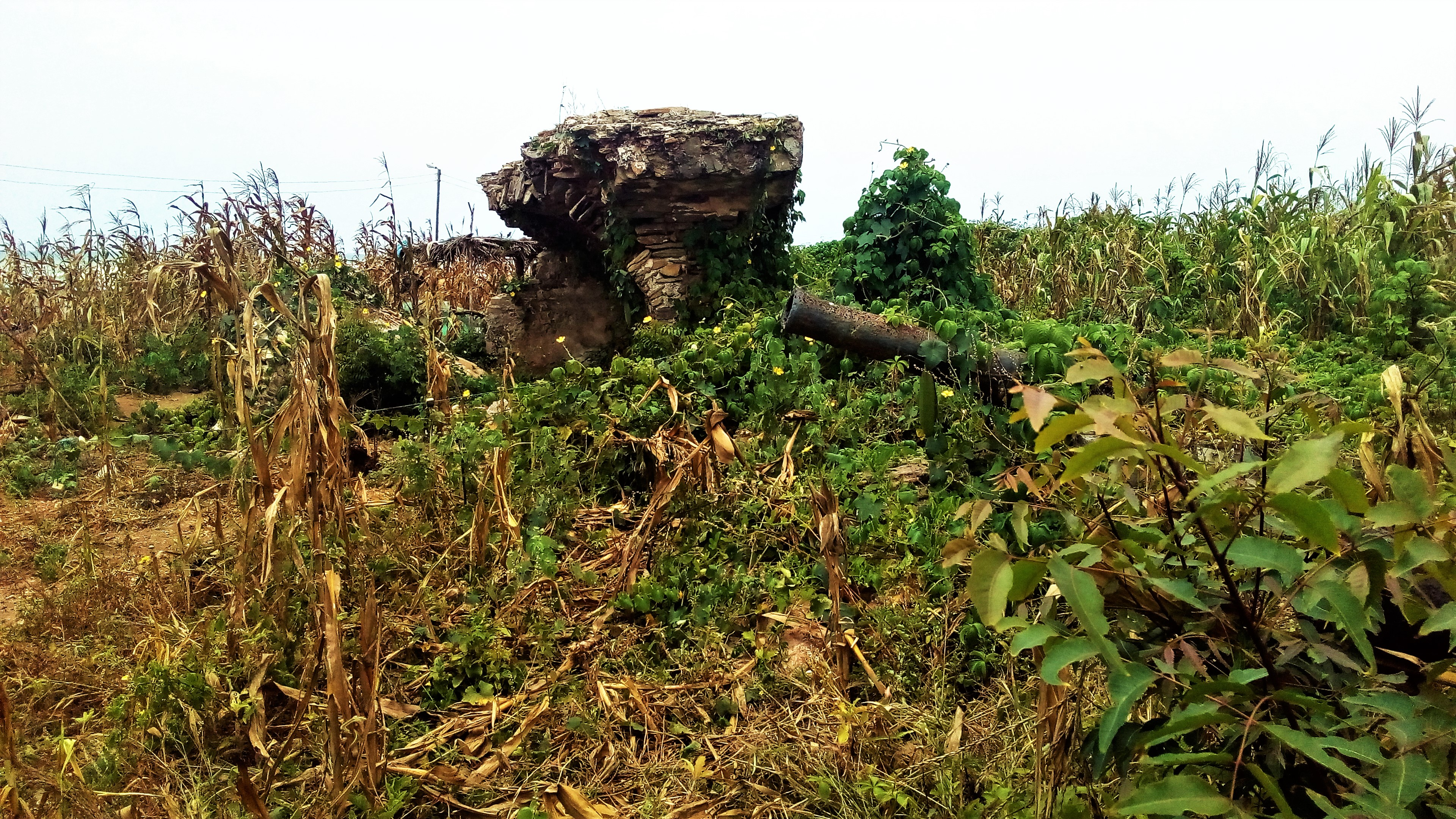
Heutige Ruine

Von Fort Fredensburg sind heute lediglich Ruinen mit sichtbaren Strukturen erhalten. 1979 wurde das Fort zusammen mit anderen Festungen und Schlössern in Ghana in die Liste des UNESCO-Weltkulturerbes aufgenommen. Die Aufnahme erfolgte aufgrund der Bedeutung dieser Anlagen als Zeugnisse des transatlantischen Sklavenhandels und des europäischen Kolonialeinflusses in Westafrika.
Heute ist Fort Fredensborg Teil des kulturellen Erbes Ghanas und steht unter der Verwaltung des Ghana Museums and Monuments Board.